# 咸臨丸
咸臨丸（かんりんまる）は、幕府海軍が保有していた軍艦。木造でバーク式の3本マストを備えた蒸気コルベットである。オランダ語の旧名は「Japan」で、ヤパン号、ヤッパン号、ヤーパン号とも書かれる。「咸臨」とは『易経』より取られた言葉で、君臣が互いに親しみ合うことを意味する。

## 概要
外輪船の「観光丸」に続き、日本が2番目に保有した西洋式軍艦である。日本の軍艦では初めて推進機にスクリューを備えた艦となったが、スクリューは主に入出航時に使用され、航海中は抵抗を減らすため水線上に引き上げる構造になっていた。
姉妹艦には「朝陽丸」（旧称エド号）及び「電流丸」（旧称ナガサキ号）がある。
幕府の船として初めて太平洋を往復したことから名を知られる。幕府の練習艦として用いられた後、戊辰戦争に参加するものの、軍艦としての機能は他艦に劣り、既に運送船の役割を担っていた「咸臨丸」は新政府軍によって拿捕される。明治政府に接収された後、開拓使の輸送船となった。

## 艦型
1989年に同型艦「バリ」の図面などがオランダで見つかり、2005年に公表されるなどにより、従来不明であった船体寸法などが明らかになってきた。その内容は右表の通り。
なお、それ以前に伝えられていた主な要目は以下の通り。
- 『日本近世造船史 明治時代』:長さ163フィート (49.68 m) 、幅24フィート (7.32 m) 、3檣スクーナー型、100馬力[2]
- 『日本海軍艦船名考』:長さ27間半 (約50.0m) 、幅4間 (約7.27m) 、100馬力[8]
- 「日本とIHCオランダ社の海事交流の歴史」:長さ48.80 m、幅8.74 m、高さ5.60 m、トン数620トン、3檣ダブル・トップスル・スクーナー型[6]

## 艦歴

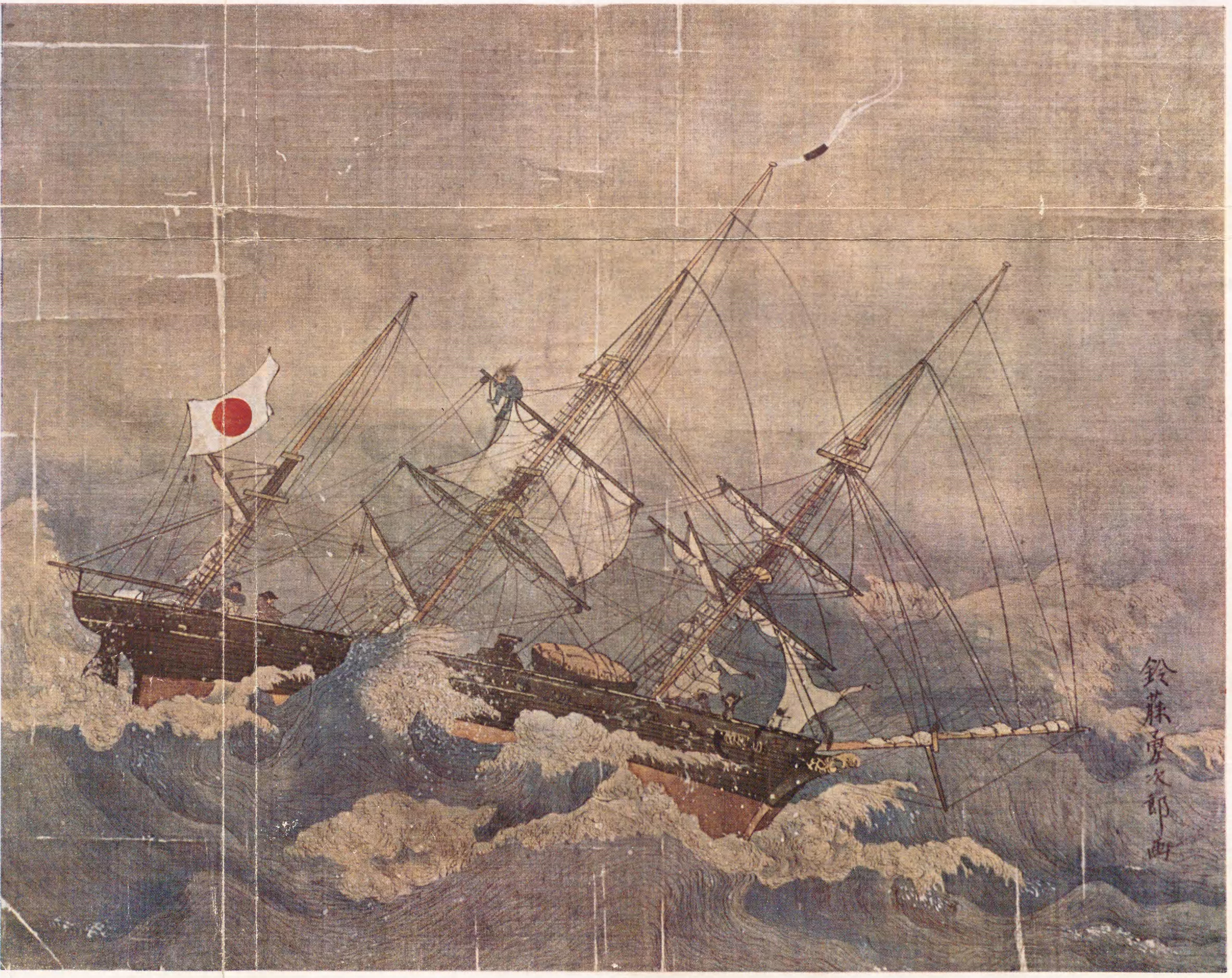
咸臨丸（1860年頃）

### 江戸幕府
- 1855年（安政2年）7月、オランダのキンデルダイクにて起工。
- 1857年（安政4年）3月、完成。8月4日 (旧暦)、日本へ送られ、長崎海軍伝習所の練習艦となる。
- 1860年（万延元年）、日米修好通商条約の批准書を交換するため、遣米使節団が派遣された際、正使一行が乗艦するアメリカ軍艦「ポーハタン」の別船として派米。福澤諭吉らも便乗していた。

### 米国派遣

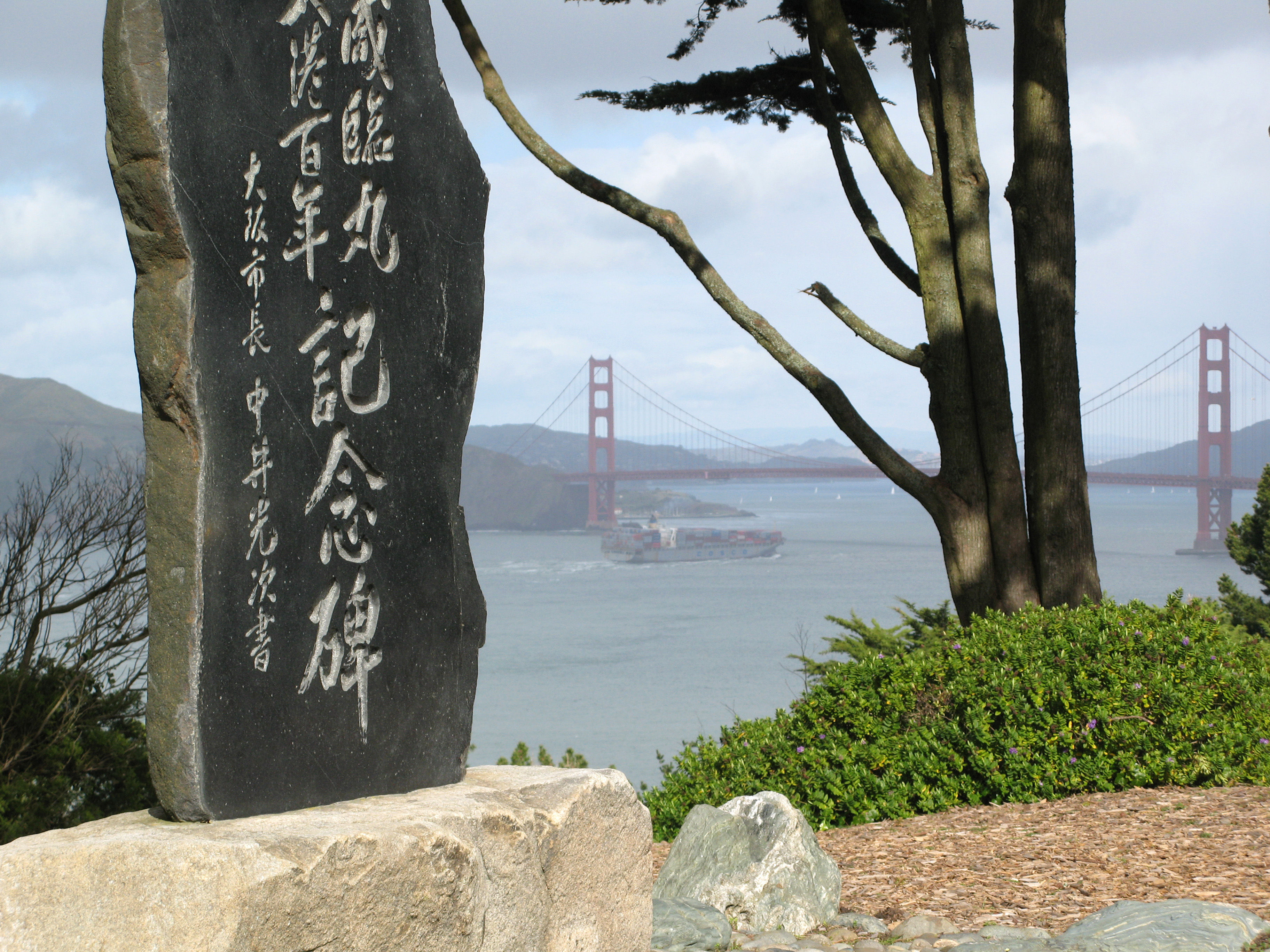
サンフランシスコにある、咸臨丸入港百年記念碑。

日米修好通商条約の批准書交換のための遣米使節団がアメリカへ派遣される際、使節団はアメリカ軍艦「ポーハタン」に乗艦することになったが、別船派遣の求めがあり、安政6年（1859年）11月24日に別船派遣が決定した。派遣艦は当初は「朝陽丸」、次いで「観光丸」となり、最終的に「咸臨丸」となった。この混乱は乗員の不満を招き、また「咸臨丸」の整備も不十分なものとなった。「咸臨丸」には軍艦奉行・木村摂津守喜毅や軍艦操練教授方頭取出役・勝海舟以下の者が乗り組んだ。遣米副使としての任も与えられた木村以外の乗り組み士官の役職は決められず、指揮系統の混乱を招いた。なお対外的には、通訳の中浜万次郎（ジョン万次郎）は勝が艦長、木村が提督との説明で押し通している。
旧暦1月13日品川を出港。浦賀では、難破したアメリカ海軍測量船「フェニモア・クーパー」の船長ジョン・ブルック大尉指揮下11名が乗艦した。旧暦1月19日の浦賀出港直後から荒天となり、各所を破損。日本人は役に立たなくなり、艦は実質的にアメリカ人による運用となった。また当直体制にも不備があり、金澤は「少なくとも往路では、日本人単独での航海は困難だったと言わざるを得ない」としている。
復路はハワイ経由での航海となった。往路で同乗したアメリカ人水夫のうち5名を雇った以外は日本人のみでの運用となっており、往路の反省から、アメリカ滞在中に得た知見も踏まえて、当直などの運用体制が整備されたものの、45日間・6,146海里 (11,382 km)の航海はおおむね好天に恵まれ、その練度向上を確かめる機会はなかった。この航海では、出入港時以外は基本的に機関は使用されなかった。
この派米任務は、往復83日間・合計10,775海里 (19,955 km)の大航海を成功させたことで、幕府海軍に大きな自信を与えた。しかし一方で、往路でのアメリカ人乗員による助力は過小評価され、航海・運用の技量不足という重大な問題点が見過ごされたことは、蝦夷共和国時代に艦隊主力を海難で喪失する遠因となるなど、大きな禍根を残すこととなった。
この任務時、小笠原諸島の調査が命じられていたが、往路では航路を外れており、また復路でも実施されずに終わった。復路について木村はボイラーの漏れ発生や石炭不足といったことを述べているが、航海士小野友五郎の『咸臨丸航米日誌』にはボイラー故障の記述はなく、小笠原に立ち寄らなかった理由は定かではない。
帰国後の旧暦6月には「咸臨丸」は神奈川港警備に充当されている。文久元年5月、ポサドニック号事件の際に「咸臨丸」は対馬へ派遣された小栗忠順を運んだ。

### 小笠原派遣
文久元年1月、幕府は小笠原諸島の回収を決定。派遣艦として最初にその候補となった「朝陽丸」は修理中、次に考えられたオランダ艦借用案も実現に至らず、最終的に「咸臨丸」が派遣されることになった。派遣団を率いるのは外国奉行水野忠徳で、この時「咸臨丸」を指揮したのは軍艦頭取小野友五郎であった。
「咸臨丸」は文久元年12月4日に品川沖より出航し、同日浦賀に到着。12月7日、「咸臨丸」は浦賀から出航した。まず八丈島に立ち寄ることになっていたが、荒天で針路を外れたため、八丈島には寄らず小笠原へ向かった。12月16日に南硫黄島を発見し、12月19日に「咸臨丸」は父島の二見湾に投錨した。その際、水野は現地民威圧のため老中安藤信正に反対されていたにもかかわらず、祝砲7発を発射した。3日後、「咸臨丸」は強風で流され左舷の錨鎖を切断した。文久2年1月20日、「咸臨丸」は水野以下を母島へ運び、その後父島に戻った。水野一行は2月26日に「咸臨丸」父島に戻り、3月6日に父島を離れた。3月16日、「咸臨丸」は下田に到着。そこで水野一行は艦を降り、陸路で江戸へ向かった。
慶応3年、老朽化により機関が撤去され、「咸臨丸」は帆船となった。同年12月25日、薩摩藩邸焼き討ちが発生。薩摩藩邸の浪人が乗り逃走を図る「翔凰丸」を「回天」と共に追跡したが、帆船の「咸臨丸」は脱落した。

### 戊辰戦争
- 1868年（慶応4年）、戊辰戦争が起こる。
  - 8月19日 (旧暦)、海軍副総裁榎本武揚の指揮下で、旧幕府艦隊として江戸（品川湊）から奥羽越列藩同盟の支援に向かう。
  - 8月23日 (旧暦)、銚子沖で暴風雨に遭い榎本艦隊とはぐれ、下田港に漂着。救助に来た「蟠竜丸」と共に清水へ入港。
  - 9月11日 (旧暦)、「蟠竜丸」は先に出航。「咸臨丸」は修理が遅れたため新政府軍艦隊に追い付かれる。新政府軍艦隊に敗北し、乗組員の多くは戦死または捕虜となる。逆賊として放置された乗組員の遺体を清水次郎長が清水市築地町に埋葬。山岡鉄舟の揮毫した墓が残っている。

### 明治政府

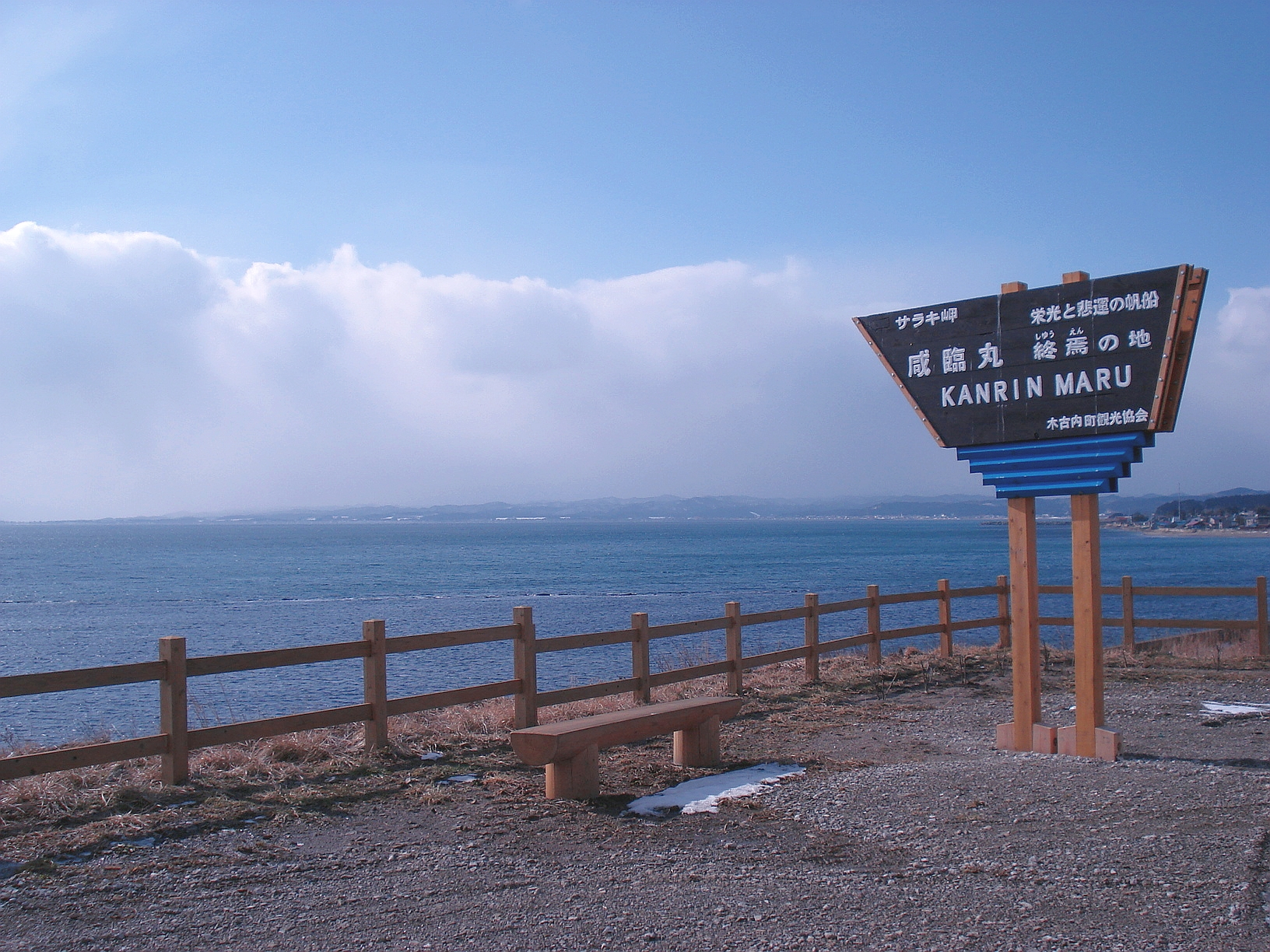
サラキ岬にある、「咸臨丸終焉の地」を示す案内板。

明治2年9月（1869年10月から11月）、「咸臨丸」は兵部省から民部省回漕方に交付された。
明治4年5月（1871年6月）、木村万平に貸与される。同年9月20日（11月2日）、北海道へ移住する旧仙台藩片倉邦憲旧家臣400名余を乗せて函館から小樽へ向かう途中、泉沢沖で座礁。翌日沈没した。座礁原因は暴風とも、米人船長の操船ミス説とも。

### その後
- 1887年（明治20年）、清水次郎長が清水市興津の清見寺に咸臨丸乗組員殉難碑を建立。
- 1984年（昭和59年）、サラキ岬沖で鉄製の朽ちた錨が発見され、「咸臨丸」のものかと話題になる。
- 2006年（平成18年）9月20日、錨は「咸臨丸」のものと発表される[40][41]。
- 2021年（令和3年）、咸臨丸終焉150周年にあたりふね遺産に認定された[42][43]。

## 特記事項

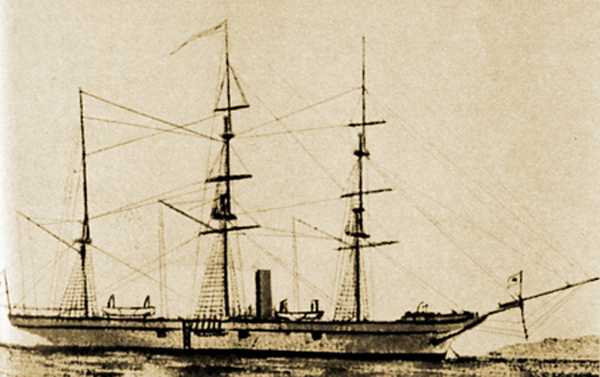
伝『1860年 桑港碇泊中の咸臨丸』

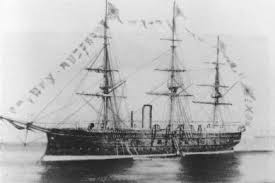
軍艦筑波

- 右の白黒写真は、「咸臨丸」が1860年（安政7年）にサンフランシスコ（桑港）で碇泊中に撮影されたものとして、1926年（大正15年）にサンフランシスコで開催された在米日本人発展史料展覧会において公表されたものである。しかし、「咸臨丸」について徹底した調査を行った文倉平次郎は、この写真は「咸臨丸」ではなく、イギリスから購入した軍艦「筑波」が1887年（明治20年）に同地で碇泊しているときに撮影されたものであると指摘した。
- 与島にかつて存在した瀬戸大橋フィッシャーマンズワーフに同名の観光船が就航していた。これは、地元の塩飽諸島から35名の水夫が「咸臨丸」に乗り組んだ歴史的背景にちなむものである。1988年から2008年まで就航していたが、採算性の悪化や各部の劣化によって運行停止となった[44]。
- 現在、淡路島の鳴門海峡にある、ジョイポート南淡路（うずしおクルーズ）にて、「咸臨丸」のレプリカ船に、年中乗船可能。
- 木古内町のサラキ岬には、咸臨丸終焉記念碑や咸臨丸のモニュメントが建てられている。
- 毎年8月15日、16日には、木古内町で「咸臨丸」を顕彰する『きこない咸臨丸まつり』が開催されており、「咸臨丸」の太平洋横断時乗組員の子孫が毎年参加している。